# Aspilus leoninus
Aspilus leoninus är en skalbaggsart som beskrevs av Louis Albert Péringuey 1892. Aspilus leoninus ingår i släktet Aspilus och familjen Cetoniidae. Inga underarter finns listade.